# Katja Stam
Katja Stam (* 3. Oktober 1998 in Emmen) ist eine niederländische Beachvolleyballspielerin.

## Karriere
Stam spielte ihre ersten nationalen Turniere 2016 mit Juliette van Duijnhoven und Mered de Vries, wobei ihr mehrere Top-Ten-Ergebnisse gelangen. Im August kam sie mit Pleun Ypma bei der U22-Europameisterschaft in Thessaloniki auf den 17. Platz. 2017 nahm sie mit Julia Wouters und Emma Piersma an nationalen Turnieren in den Niederlanden und der Schweiz teil und gewann das Turnier in Sint Anthonis. Stam/Wouters wurden Siebzehnte bei der U22-EM in Baden. Mit Piersma spielte Stam international beim CEV-Satellite in Vilnius und beim Ein-Stern-Turnier der FIVB World Tour in Aalsmeer. Dazwischen wurde sie mit Mexime van Driel Dritte bei der U20-EM in Vulcano. Anfang 2018 wurden Stam/Wouters bei den Ein-Stern-Turnieren der World Tour in Shepparton Fünfte, in Pulau Langkawi Zweite (im Finale gegen Dabischa/Mastikowa) und in Manila Neunte. Später wurden sie Neunte in Nanjing (zwei Sterne) und Fünfte in Vaduz (ein Stern). National erreichten sie einige fünfte Plätze. Mit Ypma wurde Stam Achte der Studierenden-Weltmeisterschaft in München und mit van Driel Neunte der U22-EM in Jūrmala.
Das Jahr 2019 begannen Stam/Wouters mit einem vierten Platz in Göteborg (ein Stern) und einem 21. Platz in Aydın (zwei Sterne). Beim Ein-Stern-Turnier in Baden unterlagen sie erst im Finale gegen Plesiutschnig/Schützenhöfer. Nach den dritten Plätzen in Alba Adriatica und Ljubljana wurden sie Vierte in Vaduz (alles Ein-Stern-Turniere). National waren sie regelmäßig in den Top 3 vertreten und gewannen die Turniere in Heerlen, Zaanstad und Groningen.
Seit 2020 bildet Stam ein Duo mit Raïsa Schoon. Im ersten Jahr waren Stam/Schoon fast nur national aktiv. Nach den Turniersiegen in Almelo und Zaanstad wurden sie Zweite in Heerenveen und siegten in Breda und Utrecht. Der größte Erfolg gelang ihnen jedoch bei der niederländischen Meisterschaft in Scheveningen, wo sie mit einem Finalsieg gegen Keizer/Meppelink den Titel holten. Ihren einzigen internationalen Auftritt hatten sie im September beim Turnier King of the Court in Utrecht. Im Februar 2021 spielen sie beim Nations Clash in Düsseldorf. Sie blieben im Turnier ungeschlagen und gewannen gemeinsam mit Keizer/Meppelink das Turnier für die Niederlande. Anschließend spielten sie auf den 4-Sterne FIVB-Turnieren in Doha, Cancún, Sotschi, Ostrava und Gstaad und erreichten die Plätze 33, 41, neun, 33, 25, fünf und 25. Über den Continental Cup qualifizierten sie sich für die Olympischen Spiele in Tokio, bei denen sie trotz eines Sieges über das deutsche Duo Borger/Sude nach der Vorrunde ausschieden. Anschließend wurden sie in Wien Vizeeuropameisterinnen und verteidigten am folgenden Wochenende ihren Landesmeistertitel.
Im März 2022 starteten Schoon/Stam in Mexiko erfolgreich in die neugeschaffene World Beach Pro Tour. Nach einem zweiten Platz beim Challenge-Turnier in Tlaxcala siegten die beiden beim Elite16-Turnier in Rosarito und wurden wiederum Zweite beim Challenge-Turnier in Itapema, auch der weitere Verlauf der Saison gestaltete sich positiv: Neben drei fünften Plätzen bei den Elite16-Turnieren in Ostrava, Jūrmala und Hamburg gab es für Schoon/Stam Platz neun bei der Weltmeisterschaft in Rom und Platz drei bei der Europameisterschaft in München. Anfang Oktober gewannen sie das Elite16-Turnier in Paris. 2023 jeweils in Doha erreichten sie Ende Januar Platz drei beim World Beach Pro Tour Finale 2022 und siegten Anfang Februar beim ersten Elite16-Turnier der World Beach Pro Tour 2023. Beim gleichwertigen Wettbewerb in Paris belegten sie den Bronzerang. Im nächsten Jahr standen sie in Tepic im Endspiel und in Brasilia erreichten sie das Halbfinale. Ihr zweites Podest der Saison erkämpften sie in Espinho, als sie nach der Vorschlussrundenniederlage gegen Kristen Nuss / Taryn Kloth im Bronzematch Álvarez / Moreno in zwei Sätzen bezwingen konnten. Nach einer Viertelfinalteilnahme in Gstaad wurden sie Gruppenzweite bei den Olympischen Spielen in Paris, verloren jedoch in der ersten Hauptrunde gegen die in Portugal unterlegenen Spanierinnen und belegten so den geteilten neunten Rang. Bei der Europameisterschaft kamen die Niederländerinnen als Pooldritte noch in die Runde der besten acht Teams. Im August wurden sie zum dritten Mal Landesmeisterinnen und beim Saisonfinale in Doha belegten sie gemeinsam mit Tillmann / Müller den fünften Platz.
Nachdem es für die Sportlerinnen aus dem Nachbarstaat Deutschlands zunächst nicht klar war, ob sie ihre Zusammenarbeit fortsetzen wollen, entschieden sie im November, dass es für sie gemeinsam weitergehen soll. Beim Elite16 in Quintana Roo trat Schoon jedoch mit ihrer früheren Partnerin Emi van Driel an, da eine Rückenverletzung Stam stoppte. Da die Verletzung eine längere Auszeit nötig machte, entschieden sich Schoon und Mila Konink für eine zeitbegrenzte Partnerschaft.